# Cheap Thrills (песня)
«Cheap Thrills» (с англ. — «Дешевые развлечения») — песня австралийской певицы и автора Сии Ферлер, вышедшая в качестве второго сингла с её седьмого студийного альбома This Is Acting (2016). Песню написали Сия Ферлер и Грег Кёрстин.
Ремикс этого трека при участии певца Шона Пола вышел 11 февраля 2016 года. Песня стала мировым хитом, достигнув первых мест хит-парадов во многих странах, включая Германию, Канаду, Францию, США (где стал первым для Ферлер чарттоппером, а для Шон Пола четвёртым). Достигнув второго места в Великобритании, песня стала высшим достижением в чарте для певицы за всю карьеру.

## История
«Cheap Thrills» оригинально предназначалась американской певице Рианне (для её альбома Anti) и шведскому дуэту Icona Pop, но они отвергли песню. Ферлер встречалась с Рианной (когда та искала новые треки для своего альбома) и певица прослушала половину из 25 предложенных песен. В итоге Сиа решила включить «Cheap Thrills» в свой сольный седьмой альбом.
Песня имела глобальный мировой успех, достигнув первых мест во многих европейских и мировых хит-парадах.
В Великобритании «Cheap Thrills» занял 2-е место в чарте UK Singles Chart, став высшим для певицы достижением в Соединённом Королевстве, а в США 1-е место в чарте Billboard Hot 100.
Путь к вершине в США был долгим. На 18-й неделе (2 июля) сингл поднялся на № 8 и стал 4-м для Сии хитом в Top-10 Billboard Hot 100, где она выступает основным исполнителем. Ранее она уже была на позиции № 8 с синглом «Chandelier» (август 2014); она впервые попала в top 10 в 2012 году как соисполнитель (featured) на сингле Флоу Райда «Wild Ones» (№ 5) и на хите Дэвида Гетты «Titanium» (№ 7). Сиа также была как соавтор дважды на первом месте (№ 1): с синглом Ne Yo «Let Me Love You (Until You Learn to Love Yourself)» и с хитом Рианны «Diamonds» (2012).
В США песня, дебютировав на позиции № 81, позднее спустя 23 недели достигла № 1 в Billboard Hot 100 в издании, датированном 6 августа 2016 года. Песня стала для Сии Ферлер её первым чарттоппером в США, а для Шона Пола  его четвёртым (после «Baby Boy»-2003, «Get Busy»-2003 и «Temperature»-2006). Благодаря синглу «Cheap Thrills», Сия Ферлер (ей в этот момент было 40 лет и 7 месяцев) стала только второй в XXI веке женщиной в возрасте старше 40 лет, сольно возглавлявшей Hot 100, после Мадонны (в возрасте 42), возглавлявшей Hot 100 с хитом «Music» в 2000 году. И пятой за всю историю певицей этого возраста, сольно возглавлявшей Hot 100, после Тины Тёрнер (в возрасте 44 в 1984; «What's Love Got to Do with It»), Бетт Мидлер (43; 1989, «Wind Beneath My Wings»), Шер (в возрасте 52, «Believe»1999) и Мадонны (42, 2000, «Music»). Если не считать полноправный дуэт Ареты Франклин (в 45 лет, вместе с Джорджем Майклом, «I Knew You Were Waiting For Me», 1987).

## Отзывы
Песня получила положительные отзывы музыкальной критики и интернет-изданий, например, таких как Rolling Stone, The Guardian, NME.
| Публикация                            | Ранг | Ссылка |
| ------------------------------------- | ---- | ------ |
| Billboard́s 100 Best Pop Songs of 2016 | 20   | [ 12 ] |

## Живые выступления
Сиа впервые исполнила песню «Cheap Thrills» 27 января 2016 года на шоу The Tonight Show Starring Jimmy Fallon, а также на American Idol в марте, Coachella в апреле, YouTube’s Brandcast event в Нью-Йорке, в финале сезона The Voice, в мае.

## Видео
Музыкальное видео с участием Шона Пола вышло 10 февраля 2016. В этом клипе в чёрно-белом стиле старинных теле-шоу American Bandstand приняли участие танцоры Minn Vo и Stefanie Klausman. К 29 июлю 2016 года видеоклип просмотрели более 1,3 млрд. раз на канале Youtube.
В другом видеоклипе (которое было срежиссировано самой Сией и Daniel Askill), вышедшем 21 марта 2016 года, приняла участие юная танцовщица Мэдди Зиглер вместе с двумя мужчинами-танцорами с причёсками в чёрно-белом стиле (хореография Ryan Heffington).
Журнал Teen Vogue назвал танец Мэдди Зиглер «ещё одним ярким и мощным её выступлением».

## Список композиций
Digital download
1. «Cheap Thrills» (при участии Sean Paul) — 3:44
2. «Cheap Thrills» (альбомная версия) — 3:30

Digital download (Ремиксы)
1. «Cheap Thrills» (Hex Cougar Remix) — 3:49
2. «Cheap Thrills» (Le Youth Remix при участии Sean Paul) — 3:39
3. «Cheap Thrills» (RAC Remix) — 4:09
4. «Cheap Thrills» (Nomero Remix) — 4:11
5. «Cheap Thrills» (Sted-E & Hybrid Heights Remix) — 5:35
6. «Cheap Thrills» (Cyril Hahn Remix) — 4:45
7. «Cheap Thrills» (John J-C Carr Remix) — 5:16
8. «Cheap Thrills» (Remix при участии Nicky Jam) — 3:32

## Чарты
| Чарт (2016)                            | Высшая позиция |
| -------------------------------------- | -------------- |
| Аргентина (Monitor Latino)             | 1              |
| Австралия (ARIA)                       | 6              |
| Австралия (Dance, ARIA)                | 1              |
| Австрия (Ö3 Austria Top 40)            | 1              |
| Бельгия/Фландрия (Ultratop 50)         | 3              |
| Бельгия/Валлония (Ultratop 50)         | 1              |
| Канада (Billboard Canadian Hot 100)    | 1              |
| Канада (Billboard AC)                  | 1              |
| Канада (Billboard CHR/Top 40)          | 1              |
| Канада (Billboard Hot AC)              | 1              |
| Колумбия (National-Report)             | 6              |
| Чехия (Rádio — Top 100)                | 1              |
| Чехия (Singles Digitál Top 100)        | 1              |
| Дания (Tracklisten)                    | 2              |
| Европа (Billboard)                     | 1              |
| Финляндия (Suomen virallinen lista)    | 4              |
| Франция (SNEP)                         | 1              |
| Германия (GfK)                         | 1              |
| Греция (Billboard)                     | 1              |
| Гватемала (Monitor Latino)             | 3              |
| Венгрия (Rádiós Top 40)                | 1              |
| Венгрия (Single Top 40)                | 2              |
| Исландия (RÚV)                         | 8              |
| Ирландия (IRMA)                        | 1              |
| Израиль (Media Forest)                 | 1              |
| Италия (FIMI)                          | 1              |
| Ливан (Lebanese Top 20)                | 2              |
| Люксембург (Billboard)                 | 1              |
| Мексика (Monitor Latino)               | 1              |
| Мексика (Billboard)                    | 2              |
| Нидерланды (Dutch Top 40)              | 3              |
| Нидерланды (Single Top 100)            | 3              |
| Новая Зеландия (Recorded Music NZ)     | 3              |
| Норвегия (VG-lista)                    | 3              |
| Польша (Polish Airplay Top 100)        | 2              |
| Португалия (AFP)                       | 1              |
| Румыния (Media Forest)                 | 1              |
| Россия (Airplay, Tophit)               | 3              |
| Шотландия (OCC Scotland)               | 1              |
| Словакия (Rádio — Top 100)             | 1              |
| Словакия (Singles Digitál Top 100)     | 1              |
| Словения (SloTop50)                    | 1              |
| Испания (PROMUSICAE)                   | 1              |
| Швеция (Sverigetopplistan)             | 1              |
| Швейцария (Schweizer Hitparade)        | 2              |
| Швейцария (Romandie)                   | 1              |
| Великобритания (OCC UK Singles)        | 2              |
| США (Billboard Hot 100)                | 1              |
| США (Billboard Adult Contemporary)     | 2              |
| США (Billboard Adult Pop Airplay)      | 1              |
| США (Billboard Dance/Mix Show Airplay) | 6              |
| США (Billboard Dance Club Songs)       | 1              |
| США (Billboard Pop Airplay)            | 1              |
| Венесуэла (Record Report)              | 1              |

| Чарт (2016)                          | Позиция |
| ------------------------------------ | ------- |
| Австралия (ARIA)                     | 8       |
| Австрия (Ö3 Austria Top 40)          | 2       |
| Бельгия (Ultratop Flanders)          | 8       |
| Бельгия (Ultratop Wallonia)          | 1       |
| Канада (Canadian Hot 100)            | 3       |
| Колумбия (National-Report)           | 1       |
| Дания (Tracklisten)                  | 4       |
| Франция                              | 3       |
| Германия (Official German Charts)    | 3       |
| Венгрия (MAHASZ)                     | 6       |
| Италия (FIMI)                        | 1       |
| Нидерланды (Single Top 100)          | 5       |
| Новая Зеландия (Recorded Music NZ)   | 8       |
| Poland (ZPAV)                        | 7       |
| Russia Airplay (Tophit)              | 26      |
| Slovenia (SloTop50)                  | 3       |
| Spain (PROMUSICAE)                   | 2       |
| Sweden (Sverigetopplistan)           | 2       |
| Switzerland (Schweizer Hitparade)    | 2       |
| UK Singles (Official Charts Company) | 3       |
| США Billboard Hot 100                | 11      |
| США Pop Songs (Billboard)            | 2       |
| США Radio Songs (Billboard)          | 6       |
| США Adult Top 40 (Billboard)         | 4       |
| США Adult Contemporary (Billboard)   | 18      |

| Чарт (2010—2019)                         | Позиция |
| ---------------------------------------- | ------- |
| Австралия (ARIA)                         | 83      |
| Австралия (Artist Singles, ARIA)         | 11      |
| Германия (Official German Charts)        | 11      |
| Великобритания (Official Charts Company) | 18      |
| США (Billboard Hot 100)                  | 66      |

| Чарт                    | Позиция |
| ----------------------- | ------- |
| США (Billboard Hot 100) | 395     |

## Сертификации
| Регион | Сертификация             | Продажи    |
| --- | ------------------------ | ---------- |
| Австралия (ARIA) | 4× Платиновый            | 280 000    |
| Австрия (IFPI Austria) | Платиновый               | 30 000     |
| Бельгия (BEA) | 3× Платиновый            | 60 000     |
| Канада (Music Canada) | Бриллиантовый            | 800 000    |
| Дания (IFPI Danmark) | 4× Платиновый            | 360 000    |
| Германия (BVMI) | Бриллиантовый            | 1 000 000  |
| Италия (FIMI) | Бриллиантовый            | 500 000    |
| Мексика (AMPROFON) | 2× Бриллиантовый+Золотой | 630 000    |
| Новая Зеландия (RMNZ) | 2× Платиновый            | 30 000*    |
| Польша (ZPAV) | 2× Бриллиантовый         | 200 000    |
| Португалия (AFP) | 2× Платиновый            | 20 000     |
| Испания (PROMUSICAE) | 5× Платиновый            | 200 000    |
| Швеция (GLF) | 4× Платиновый            | 160 000    |
| Великобритания (BPI) | 5× Платиновый            | 3 000 000  |
| США (RIAA) | 8× Платиновый            | 8 000 000  |
| Итого |                          |            |
| Мир | —                        | 11,100,000 |
| * Данные о продажах приведены только на основе сертификации. · Данные о продажах + прослушиваниях приведены только на основе сертификации. |                          |            |